# Protarum sechellarum
Protarum sechellarum là loài thực vật có hoa duy nhất của chi Protarum trong họ Ráy (Araceae). Loài này được Adolf Engler miêu tả khoa học đầu tiên năm 1901.